# Bombe
En bombe ((græsk): bómbos, drøn) er et eksplosivt våben, som virker igennem en meget pludselig og voldsom frigørelse af energi.
Det kan generelt skelnes mellem militære bomber, som flybomber og bomber brugt i kriminel sammenhæng, f.eks. rørbomber.
Planlagte funktionelle eksplosioner, f.eks. ved minedrift betegnes som sprængladninger.